# Потенца
Потенца (итал. Potenza) је важан град у Италији. Потенца је управно средиште покрајине Базиликата у јужном делу државе и главни град истоименог Округа Потенца.
Са 819 m надморске висине Потенца је позната као највише покрајинско средиште у целој Италији, а такође један од највиших већих градова у земљи.

## Порекло назива
Назив Потенца води порекло од латинске речи „Потенција“ (итал. Potentia), што у преводу значи „јачина“ или „моћ“.

## Природне одлике
Потенца се налази у јужном Италији. Од престонице Рима град је удаљен 360 км југоисточно, а од ближег Напуља 156 км источно.

### Рељеф
Потенца се налази на веома високо постављеној долини у јужним Апенинима. Надморска висина града је преко 800 м надморске висине и то је један од највиших градова у држави. Град је веома сликовит, пошто се стари део града развио на стрмом брегу, високо изнад реке Базенто, где се налази нови део града. Град окружују Ликански Апенини.

### Клима
Клима у Потенци је умерено континентална због знатне надморске висине. Она је много оштрија него у градовима у окружењу, који су близу мора и на мањој надморској висини. Снег у граду је редовна зимска појава, што је веома ретко у јужној Италији.

### Воде
Потенца се развила изнад реке Базенто, у горњем делу њеног тока.

## Историја
Насеље на овом простору се први пут јавља у време старог Рима. Тада се оно називало „Потенција“, па се овај назив очувао до данас. Касније је то било утврђење тада владајућих Лангобарда у оквиру Војводства Беневенто. Владари из Краљевства Две Сицилије утврдили су се овде у тежњи да осигурају власт у овом несигурном делу своје краљевине. Град, као веома утврђено и стога сигурно место, је убрзо постао важно политичко средиште Краљевства Две Сицилије.
Потенца је припојена 1860. године новооснованој Италији и постао управно средиште Базиликате. Град је тешко страдао у борбама током Другог светског рата. 1980. године град је задесио тежак земљотрес.

## Географија
| Клима (Потенца)          | Клима (Потенца) | Клима (Потенца) | Клима (Потенца) | Клима (Потенца) | Клима (Потенца) | Клима (Потенца) | Клима (Потенца) | Клима (Потенца) | Клима (Потенца) | Клима (Потенца) | Клима (Потенца) | Клима (Потенца) | Клима (Потенца) |
| Показатељ \ Месец        | .Јан.           | .Феб.           | .Мар.           | .Апр.           | .Мај.           | .Јун.           | .Јул.           | .Авг.           | .Сеп.           | .Окт.           | .Нов.           | .Дец.           | .Год.           |
| ------------------------ | --------------- | --------------- | --------------- | --------------- | --------------- | --------------- | --------------- | --------------- | --------------- | --------------- | --------------- | --------------- | --------------- |
| Средњи максимум, °C (°F) | 5,5 (41,9)      | 6,1 (43)        | 8,7 (47,7)      | 12,3 (54,1)     | 18,1 (64,6)     | 22,2 (72)       | 25,5 (77,9)     | 25,8 (78,4)     | 21,9 (71,4)     | 16,6 (61,9)     | 11,5 (52,7)     | 8,1 (46,6)      | 25,8 (78,4)     |
| Средњи минимум, °C (°F)  | 0,1 (32,2)      | 1,0 (33,8)      | 2,3 (36,1)      | 4,1 (39,4)      | 8,2 (46,8)      | 12,7 (54,9)     | 15,2 (59,4)     | 15,6 (60,1)     | 12,8 (55)       | 9,0 (48,2)      | 5,2 (41,4)      | 2,4 (36,3)      | 0,1 (32,2)      |
| [ тражи се извор ]       |                 |                 |                 |                 |                 |                 |                 |                 |                 |                 |                 |                 |                 |

## Становништво
Према резултатима пописа становништва 2011. у општини је живело 66.777 становника.
| 1931.  | 1936.  | 1951.  | 1961.  | 1971.  | 1981.  | 1991.  | 2001.  | 2011.  |
| ------ | ------ | ------ | ------ | ------ | ------ | ------ | ------ | ------ |
| 21.830 | 25.103 | 32.574 | 43.545 | 56.597 | 64.358 | 65.714 | 69.060 | 66.777 |

2008. године. Потенца је имао око 69.000 становника, чак 5 пута више у односу на почетак 20. века. Последњих година број странвоника у граду стагнира.

## Партнерски градови
- Денвер
- Фокшани
- Osuna
- Аматриче

## Галерија
- Катедрални трг са Катедралом
- Трг Марија Пагана
- Стара Потенца изнад нове
- Споменик